# الأصبغ بن ذؤالة الكلبي
أبو ذؤالة الأصبغ بن ذؤالة الكلبي هو قائد أموي وأمير حرب من قبيلة بني كلب في تدمر ولعب دورًا بارزًا في الفتنة الثالثة في الفترة (744-750)م وكان قائدًا لثورة الأمير الأموي أبي محمد السفياني ضد العباسيين في 750-751.

## نشأته
كان الأصبغ من قبيلة بني كلب في تدمر، وبالتالي كان عضوًا في الفصيل العسكري اليماني المعارض لقيس عيلان (انظر التنافس بين قبائل قيس واليمانية). عمل مع القائد الأموي أسد بن عبد الله القسري في خراسان في 737م. ثم أُرسل إلى الكوفة في العراق عام 739 أو 740م.

## دوره في الفتنة الثالثة
شارك الأصبغ في محاولة قتل الخليفة الأموي الوليد بن يزيد عام 743. كما واجه الوليد بن يزيد العديد من أمراء الدولة الأموية، ولا سيما أبناء الخلفاء هشام والوليد بن عبد الملك. تمرد هؤلاء الأمويون المعارضون واليمانية ضد الوليد بن يزيد، الذي قُتل على يد القوات اليمانية في أبريل 744م بينما سُجن أبناؤه الصغار وخلفاؤه المعينون. وتفاخر الأصبغ منشدًا:
تولى مروان بن محمد الخلافة، بدعم من قبيلة قيس في ديسمبر 744م. ونقل عاصمة الخلافة إلى حران التي يهيمن عليها القيسيون وسن سياسة مؤيدة بشدة للقيسيين. في صيف عام 745م غادر الأصبغ وأبناؤه، حمزة وذؤالة إلى تدمر للانضمام إلى التمرد ضد الخليفة الذي أطلقه اليمانية بحمص، لكنهم هُزموا وهرب الأصبغ من المدينة، وقُبض على ابنه ذؤالة وصُلب. بينما قام مروان بتهدئة معظم الشام، كان بنو كلب في تدمر تحت قيادة الأصبغ هم المعقل الأخير تامناهض له. هدد مروان بالاستيلاء على المدينة الصحراوية بالقوة، لكنه سمح في النهاية لإبرام اتفاق مع الأصبغ ونجله حمزة، واتفقوا على هدم أسوار المدينة. انضم الأصبغ أيضًا إلى التمرد ضد مروان بقيادة الأمير الأموي سليمان بن هشام، لكن فشل التمرد عام 746م.

## الثورة ضد العباسيين
في عام 749م، استولى بنو العباس على السلطة في الكوفة، وفي عام 750 هزمت قواتهم مروان بن محمد في معركة الزاب وأطاحوا بالخلافة الأموية. واجهت الخلافة العباسية المتمركزة في العراق ثورات في الشام من قبل الأمويين وأنصارهم، وعلى الأخص الأمير الأموي أبو محمد السفياني. نالت هذه الثورة دعم كل من اليمانية وقيس عيلان. وكان الأصبغ قائدًا بلقوات اليمانية لأبي محمد، بينما كان القيسيون بقيادة أبي الورد. هزم العباسيون الأصبغ وأبي الورد في معركة بالقرب من حمص في 27 يوليو 751م. وتحصن أبو محمد في مع أنصاره في تدمر قبل أن يفر للحجاز.